# 22 (Lily Allen)
22 is een nummer van de Britse zangeres Lily Allen uit 2009. Het is de vierde single van haar tweede studioalbum It's Not Me, It's You.
Het nummer werd een hit in West-Europa en Oceanië. In het Verenigd Koninkrijk haalde het de 14e positie. In de Nederlandse Top 40 de 18e positie, en in de Vlaamse Ultratop 50 haalde het een 43e notering.